# Muzej Dar Batha
Dar Batḥa (arabsko دار البطحاء, izgovarja se Bat-ḥaa) ali Kasr al-Batḥa (arabsko قصر البطحاء), je nekdanja kraljeva palača v mestu Fes v MarokoMaroku]]. Palačo je v poznem 19. stoletju naročil alavitski sultan Hasan I., dokončana pa je bila pod njegovim naslednikom Abdelazizom. Leta 1915 so jo preuredili v muzej zgodovinske umetnosti in obrti z zbirko, ki zdaj obsega več kot 6500 predmetov. Palača stoji v bližini Bab Bou Dželuda na zahodnem robu Fes el-Bali, stare medinske četrti mesta, in blizu Fes el-Dždida, nove medinske četrti. Meji na palačo Dar el-Beida, ki stoji na jugovzhodu, ki je bila prvotno del istega kompleksa.

## Zgodovina
Pred vladavino Mulaj Hasana I. (vladal 1873–1894) je bilo ozemlje, na katerem stoji Dar Batha, zasedeno le z majhnimi izoliranimi strukturami med Fes el-Balijem in Fes el-Dždidom. Šele ko se je Mulaj Hasan odločil zgraditi koridor z obzidjem, ki je povezoval obe mesti, je bil velik del tega prostora napolnjen s kraljevimi vrtovi (kot je Džnan Sbil) in palačami. Zemljišče za Dar Batha je bilo kupljeno od bogate družine Ben Dželun iz Fesa.
Dar Batha in Dar el-Beida sta bila zgrajeni kot poletna palača in kot rezidenca za ugledne obiskovalce in goste. Palačo je v poznem 19. stoletju naročil in začel graditi Mulaj Hasan I., nato pa jo je dokončal in olepšal Mulaj Abdelaziz (vladal 1894–1908). En vir poroča, da je gradnja potekala med letoma 1886 in 1907. Sosednjo Dar el-Beido je dokončal sultan Abdelhafid (vladal 1909–1912), zadnji neodvisni maroški sultan v začetku 20. stoletja.
Leta 1912 sta bili obe palači uporabljeni za bivanje služb generalnega rezidenta novega francoskega protektorata. Leta 1915 je bila Dar Batha spremenjena v muzej lokalne umetnosti (prej nastanjen v Dar Adijel), nato pa v nacionalni etnografski muzej in kulturno središče. Leta 1924 je bila razvrščena kot nacionalni spomenik.
Leta 2016 se je začela kampanja za prenovo številnih maroških muzejev. Obnovitvena dela v muzeju Batha so se začela aprila 2019 s predvidenimi stroški 15,6 milijona maroških dirhamov. Namen projekta je ponovno odpreti palačo kot »Muzej islamske umetnosti«.

## Arhitektura
Glavni vhod v stavbo vodi na obsežno pravokotno dvorišče, okoli katerega je stavba osredotočena. Dvorišče je obdano z galerijami, na vzhodnem in zahodnem koncu pa sta oba glavna trakta stavbe. Tla dvorišča so na zahodnem in vzhodnem koncu okrašena s pisanim mozaikom zellij po tleh in okoli okrasnih fontan. Galerije na vzhodnem in zahodnem koncu dvorišča so sestavljene iz velikih podkvastih lokov iz opeke, medtem ko so galerije na severu in jugu osrednjega vrta narejene iz poslikanega lesa. Nekateri drugi prostori po palači so prav tako okrašeni z zellijem in poslikanim lesenim delom.
Vrt predstavlja značilno zasnovo riada in andaluzijski slog, pravokotno območje, razdeljeno na štiri dele vzdolž dveh osrednjih osi, s fontano na sredini. Zavzema približno 58 % celotne površine palače. Vrt je prvotno uredil krajinski arhitekt Jean-Claude Nicolas Forestier leta 1915 za rekreacijo obiskovalcev, zlasti poleti. Med drevesnimi in rastlinskimi vrstami so tukaj palme, jakarande in hibiskus. Danes na vrtu potekajo koncerti in verski festivali.
- Dvorišče palače z vodnjaki, pokritimi z zellijem
- Zellij tlakovanje okrog vodnjaka
- Galerija okoli dvorišča
- Osrednji vrt riad
- Ena od lesenih galerij ob severnem ali južnem robu vrta
- Poslikana dekoracija na stropu lesene galerije

== Muzejska zbirka
Muzej hrani veliko in dragoceno zbirko 6500 arheoloških in zgodovinskih umetniških artefaktov. Veliko jih je vzetih iz zgodovinskih ali porušenih stavb v medini Fesa (Fes el-Bali in Fes el-Jdid), vključno z različnimi mošejami in medresami. Tu so shranjeni nekateri najstarejši artefakti in umetnine v Fesu, vključno z arhitekturnimi fragmenti iz obdobja Idrisidov in ostanki minbarja iz 9. stoletja v andaluzijski mošeji, ki so bili izdelani tako pod pokroviteljstvom Fatimidov kot andaluzijskih Omajadov. Tukaj je tudi minbar medrese Bou Inania iz 14. stoletja. Drugi artefakti so zgodovinski Korani, astrolab, glasbila, preproge, nakit in velika zbirka lokalne keramike v 'modrem' slogu Fesa. Predmeti so tematsko razporejeni po prostorih palače.